# Rugby-League-Weltmeisterschaft 2008/Gruppe A
Die Gruppe A der Rugby-League-Weltmeisterschaft 2008 umfasste Gastgeber Australien, England, Neuseeland und Papua-Neuguinea. Die Gruppenspiele fanden zwischen dem 25. Oktober und dem 9. November statt.

## Tabelle
|    | Land            | Spiele | Siege | Unent. | Ndlg. | Spiel- punkte | Diff. | Tabellen- punkte |
| -- | --------------- | ------ | ----- | ------ | ----- | ------------- | ----- | ---------------- |
| 1. | Australien      | 3      | 3     | 0      | 0     | 128:16        | + 112 | 6                |
| 2. | Neuseeland      | 3      | 2     | 0      | 1     | 90:60         | + 30  | 4                |
| 3. | England         | 3      | 1     | 0      | 2     | 60:110        | - 50  | 2                |
| 4. | Papua-Neuguinea | 3      | 0     | 0      | 3     | 34:126        | - 92  | 0                |

## Spiele

### England – Papua-Neuguinea
| 25. Oktober 19:00 | England | 32 : 22         | Papua-Neuguinea                                                                                     | Willows Sports Complex, Townsville Zuschauer: 10.780 Schiedsrichter: Shayne Hayne |
| 25. Oktober 19:00 | Versuche: Gardner 12. erh., 70. erh. Smith 28. erh., 51. n.erh., 73. n.erh. Gleeson 58. erh. Erhöhungen: Sinfield (4/6) | (12:16) Bericht | Versuche: Griffin 20. erh. Chan 36. erh. Keppa 40. n.erh. Aiton 75. erh. Erhöhungen: Wilshere (3/4) | Willows Sports Complex, Townsville Zuschauer: 10.780 Schiedsrichter: Shayne Hayne |

| 1                  | Paul Wellens      |
| 2                  | Ade Gardner       |
| 3                  | Martin Gleeson    |
| 4                  | Keith Senior      |
| 5                  | Lee Smith         |
| 6                  | Leon Pryce        |
| 7                  | Rob Burrow        |
| 8                  | Jamie Peacock     |
| 9                  | James Roby        |
| 10                 | James Graham      |
| 11                 | Gareth Hock       |
| 12                 | Gareth Ellis      |
| 13                 | Kevin Sinfield    |
| Auswechselspieler: |                   |
| 14                 | Danny McGuire     |
| 15                 | Maurie Fa'asavalu |
| 16                 | Adrian Morley     |
| 17                 | Jon Wilkin        |

| 1                  | John Wilshere     |
| 2                  | David Mead        |
| 3                  | Tu'u Maori        |
| 4                  | Jessie Joe Nandye |
| 5                  | George Keppa      |
| 6                  | Stanley Gene      |
| 7                  | Keith Peters      |
| 8                  | Makali Aizue      |
| 9                  | Paul Aiton        |
| 10                 | Trevor Exton      |
| 11                 | Neville Costigan  |
| 12                 | James Nightingale |
| 13                 | Rod Griffin       |
| Auswechselspieler: |                   |
| 14                 | Rodney Pora       |
| 15                 | George Moni       |
| 16                 | Jason Chan        |
| 17                 | Charlie Wabo      |

### Australien – Neuseeland
| 26. Oktober 20:00 | Australien | 30 : 6         | Neuseeland                                      | Sydney Football Stadium, Sydney Zuschauer: 34.157 Schiedsrichter: Ashley Klein |
| 26. Oktober 20:00 | Versuche: Inglis 14. erh. Monaghan 30. erh. Folau 48. n.erh., 80. erh. Slater 60. erh. Erhöhungen: Thurston (4/5) Straftritte: Smith (1/1) | (14:6) Bericht | Versuche: Manu 26. erh. Erhöhungen: Matai (1/1) | Sydney Football Stadium, Sydney Zuschauer: 34.157 Schiedsrichter: Ashley Klein |

| 1                  | Billy Slater       |
| 2                  | Joel Monaghan      |
| 3                  | Greg Inglis        |
| 4                  | Israel Folau       |
| 5                  | Brent Tate         |
| 6                  | Darren Lockyer     |
| 7                  | Johnathan Thurston |
| 8                  | Steve Price        |
| 9                  | Cameron Smith      |
| 10                 | Petero Civoniceva  |
| 11                 | Anthony Laffranchi |
| 12                 | Glenn Stewart      |
| 13                 | Paul Gallen        |
| Auswechselspieler: |                    |
| 14                 | Kurt Gidley        |
| 15                 | Brent Kite         |
| 16                 | Anthony Tupou      |
| 17                 | Josh Perry         |

| 1                  | Lance Hohaia    |
| 2                  | Sam Perrett     |
| 3                  | Steve Matai     |
| 4                  | Jerome Ropati   |
| 5                  | Manu Vatuvei    |
| 6                  | Benji Marshall  |
| 7                  | Thomas Leuluai  |
| 8                  | Nathan Cayless  |
| 9                  | Nathan Fien     |
| 10                 | Adam Blair      |
| 11                 | Simon Mannering |
| 12                 | Sika Manu       |
| 13                 | Jeremy Smith    |
| Auswechselspieler: |                 |
| 14                 | Dene Halatau    |
| 15                 | Greg Eastwood   |
| 16                 | Setaimata Sa    |
| 17                 | Sam Rapira      |

### Neuseeland – Papua-Neuguinea
| 1. November 19:00 | Neuseeland                                                                                          | 48 : 6         | Papua-Neuguinea                            | Robina Stadium, Gold Coast Zuschauer: 10.780 Schiedsrichter: Steve Ganson |
| 1. November 19:00 | Versuche: Mannering (2), Perrett (2), Blair, Eastwood, Fa'alogo, Luke, Ropati Erhöhungen: Inu (6/8) | (22:0) Bericht | Versuche: Moore Erhöhungen: Wilshere (1/1) | Robina Stadium, Gold Coast Zuschauer: 10.780 Schiedsrichter: Steve Ganson |

| 1                  | Lance Hohaia    |
| 2                  | Sam Perrett     |
| 3                  | Krisnan Inu     |
| 4                  | Jerome Ropati   |
| 5                  | Manu Vatuvei    |
| 6                  | Benji Marshall  |
| 7                  | Thomas Leuluai  |
| 8                  | Nathan Cayless  |
| 9                  | Nathan Fien     |
| 10                 | Adam Blair      |
| 11                 | Simon Mannering |
| 12                 | Setaimata Sa    |
| 13                 | Jeremy Smith    |
| Auswechselspieler: |                 |
| 14                 | Isaac Luke      |
| 15                 | Greg Eastwood   |
| 16                 | Sam Rapira      |
| 17                 | David Fa'alogo  |

| 1                  | John Wilshere     |
| 2                  | David Mead        |
| 3                  | Jessie Joe Nandye |
| 4                  | Tu'u Maori        |
| 5                  | George Keppa      |
| 6                  | Stanley Gene      |
| 7                  | Keith Peters      |
| 8                  | Makali Aizue      |
| 9                  | Paul Aiton        |
| 10                 | Trevor Exton      |
| 11                 | Neville Costigan  |
| 12                 | James Nightingale |
| 13                 | Rod Griffin       |
| Auswechselspieler: |                   |
| 14                 | George Moni       |
| 15                 | Jason Chan        |
| 16                 | Nickson Kolo      |
| 17                 | Charlie Wabo      |

### Australien – England
| 2. November 20:00 | Australien                                                                                                   | 52 : 4         | England                   | Docklands Stadium, Melbourne Zuschauer: 36.297 Schiedsrichter: Tony Archer |
| 2. November 20:00 | Versuche: Slater 5., 63., 70. Inglis 10., 33., 65. Laffranchi 37., 77. Monaghan 56. Erhöhungen: Prince (8/9) | (22:4) Bericht | Versuche: Roby 20. n.erh. | Docklands Stadium, Melbourne Zuschauer: 36.297 Schiedsrichter: Tony Archer |

| 1                  | Billy Slater       |
| 2                  | Joel Monaghan      |
| 3                  | Greg Inglis        |
| 4                  | Israel Folau       |
| 5                  | Brent Tate         |
| 6                  | Darren Lockyer     |
| 7                  | Scott Prince       |
| 8                  | Steve Price        |
| 9                  | Cameron Smith      |
| 10                 | Petero Civoniceva  |
| 11                 | Anthony Laffranchi |
| 12                 | Glenn Stewart      |
| 13                 | Paul Gallen        |
| Auswechselspieler: |                    |
| 14                 | Karmichael Hunt    |
| 15                 | Brent Kite         |
| 16                 | Anthony Tupou      |
| 17                 | Josh Perry         |

| 1                  | Paul Wellens      |
| 2                  | Ade Gardner       |
| 3                  | Martin Gleeson    |
| 4                  | Keith Senior      |
| 5                  | Mark Calderwood   |
| 6                  | Leon Pryce        |
| 7                  | Rob Burrow        |
| 8                  | Adrian Morley     |
| 9                  | James Roby        |
| 10                 | James Graham      |
| 11                 | Gareth Ellis      |
| 12                 | Jamie Peacock     |
| 13                 | Kevin Sinfield    |
| Auswechselspieler: |                   |
| 14                 | Danny McGuire     |
| 15                 | Maurie Fa'asavalu |
| 16                 | Gareth Hock       |
| 17                 | Jon Wilkin        |

### England – Neuseeland
| 8. November 20:00 | England                                                         | 24 : 36         | Neuseeland                                                                                | Hunter Stadium, Newcastle Zuschauer: 15.145 Schiedsrichter: Tony Archer |
| 8. November 20:00 | Versuche: Burrow (2), Gleeson, Higham Erhöhungen: Purdham (4/4) | (24:14) Bericht | Versuche: Vatuvei (4), Fien, Hohaia, Jason Nightingale Erhöhungen: Luke (3/4) Smith (1/1) | Hunter Stadium, Newcastle Zuschauer: 15.145 Schiedsrichter: Tony Archer |

| 1                  | Paul Wellens         |
| 2                  | Mark Calderwood      |
| 3                  | Paul Sykes           |
| 4                  | Keith Senior         |
| 5                  | Lee Smith            |
| 6                  | Martin Gleeson       |
| 7                  | Rob Burrow           |
| 8                  | Adrian Morley        |
| 9                  | Mickey Higham        |
| 10                 | Jamie Peacock        |
| 11                 | Jamie Jones-Buchanan |
| 12                 | Gareth Ellis         |
| 13                 | Robert Purdham       |
| Auswechselspieler: |                      |
| 14                 | Kevin Sinfield       |
| 15                 | Ben Westwood         |
| 16                 | Gareth Hock          |
| 17                 | Jamie Langley        |

| 1                  | Lance Hohaia      |
| 2                  | Jason Nightingale |
| 3                  | Steve Matai       |
| 4                  | Jerome Ropati     |
| 5                  | Manu Vatuvei      |
| 6                  | Benji Marshall    |
| 7                  | Thomas Leuluai    |
| 8                  | Adam Blair        |
| 9                  | Nathan Fien       |
| 10                 | Evan Tuimavave    |
| 11                 | Simon Mannering   |
| 12                 | David Fa'alogo    |
| 13                 | Jeremy Smith      |
| Auswechselspieler: |                   |
| 14                 | Isaac Luke        |
| 15                 | Greg Eastwood     |
| 16                 | David Kidwell     |
| 17                 | Bronson Harrison  |

### Australien – Papua-Neuguinea
| 9. November 19:00 | Papua-Neuguinea                           | 6 : 46         | Australien                                                                     | Willows Sports Complex, Townsville Zuschauer: 16.239 Schiedsrichter: Steve Ganson |
| 9. November 19:00 | Versuche: Yere Erhöhungen: Wilshere (1/1) | (0:22) Bericht | Versuche: Williams (3), Monaghan (2), Prince, Tupou Erhöhungen: Thurston (7/8) | Willows Sports Complex, Townsville Zuschauer: 16.239 Schiedsrichter: Steve Ganson |

| 1                  | John Wilshere     |
| 2                  | David Mead        |
| 3                  | Menzie Yere       |
| 4                  | Anton Kui         |
| 5                  | Tu'u Maori        |
| 6                  | Stanley Gene      |
| 7                  | Keith Peters      |
| 8                  | Jason Chan        |
| 9                  | Paul Aiton        |
| 10                 | Trevor Exton      |
| 11                 | Neville Costigan  |
| 12                 | James Nightingale |
| 13                 | Rod Griffin       |
| Auswechselspieler: |                   |
| 14                 | Kevin Prior       |
| 15                 | Nico Slain        |
| 16                 | Jessie Joe Nandye |
| 17                 | Jay Aston         |

| 1                  | Karmichael Hunt    |
| 2                  | Darius Boyd        |
| 3                  | Brent Tate         |
| 4                  | Joel Monaghan      |
| 5                  | David Williams     |
| 6                  | Terry Campese      |
| 7                  | Johnathan Thurston |
| 8                  | Brent Kite         |
| 9                  | Cameron Smith      |
| 10                 | Josh Perry         |
| 11                 | Anthony Watmough   |
| 12                 | Anthony Tupou      |
| 13                 | Craig Fitzgibbon   |
| Auswechselspieler: |                    |
| 14                 | Scott Prince       |
| 15                 | Steve Price        |
| 16                 | Paul Gallen        |
| 17                 | Israel Folau       |